# Druuna
Druuna és un personatge imaginari creat per Paolo Eleuteri Serpieri, el protagonista d'una sèrie de còmics eròtics de ciència-ficció ambientada en un futur postapocalíptic, que va debutar a França a la revista Charlie Mensuel de l'editorial Editions du Square, l'octubre del 1985. Les històries de Druuna s'han publicat a revistes com Métal Hurlant i Heavy Metal i en vuit volums publicats entre 1985 i 2004; la sèrie ha tingut un èxit considerable, venent més d'un milió de volums traduïts a dotze idiomes.
Els àlbums van ser publicats a Itàlia per les editorials Alessandro Distribuzioni i Comic Art, a França per les revistes Charlie Mensuel, Pilote i Métal Hurlant i als Estats Units per Heavy Metal. En castellà es va publicar a la revista Zona 84.
Serpieri va crear Druuna com una bellesa sensual, de cabell llarg i voluptuosa d'aparent descendència mediterrània. Viu en uns temps finals postapocalíptics i sovint molt violents poblats per monstres estranys, sovint luxuriosos. En conseqüència, sovint es converteix en víctima d'agressions sexuals, sent ella mateixa molt activa sexualment. La seva roba sol ser escassa; Ella nega bona part de les seves aventures nua o només amb una tanga. En el prefaci de Druuna X, Serpieri escriu que l'aparició de Valérie Kaprisky al llargmetratge La Femme publique el va inspirar per crear el personatge.
El 2001 l'empresa Microïds en va fer un videojoc titulat Druuna: Morbus Gravis.